# بوشسيرورن
بوشسيرورن (بالإنجليزية: Buochserhorn)‏ هو أحد جبال سلسلة الألب السويسرية وجزء من القمة الأم يقع في كانتون نيدفالدن, سويسرا. يبلغ ارتفاع الجبل حوالي 1807 متر، بينما يبلغ ارتفاع نتوء الجبل 227 متر.